# Кочмар Юрій Михайлович

Кочмар Юрій Михайлович (нар. 12 січня 1973 — † 10 березня 2017) — український ралійний гонщик, майстер спорту міжнародного класу України, дворазовий чемпіон України з ралі.

## Аварія та смерть
У серпні 2015 року, на одинадцятій спецділянці ралі «Курземе» у Латвії, єкіпаж Odessa Rally Team у складі Юрія Кочмара та Сергія Коваля потрапив у серйозну аварію. Автомобіль українського екіпажу на великій швидкості залишив трасу та врізався у дерево. Обидва пілоти були терміново доставлені у лікарню міста Лієпая.
Як повідомляли деякі ЗМІ, у січні 2016-го Юрій вийшов з коми та почав одужувати. Але 10 березня 2017 року Юрій Кочмар помер.